# Batman Beyond (comics)
Le concept de Batman  Beyond - mettant en vedette le personnage de fiction  Terry McGinnis en tant que Batman et basé sur la série télévisée du même nom - est apparu dans diverses publications de DC Comics. Cela inclut une mini-série de six numéros en 1999, une série de 24 numéros qui a duré de 1999 à 2001, l'arc « Hush » de 2010, et une série de huit numéros en 2011. Une courte série intitulée Batman Beyond Unlimited est devenue la cinquième. Batman Beyond 2.0 (2013) est la sixième série présentant le personnage. En 2015, à la suite des événements de Futures End, une nouvelle série démarre. Elle durera 16 numéros. En 2016, avec le lancement du DC Rebirth, une nouvelle série Batman Beyond est éditée.

## Batman Beyond Vol. 1 & Vol. 2 - DCAU tie-ins (1999 - 2001)
Après une première mini-série de six numéros sortie en mars 1999, Batman Beyond a sa propre série de comics qui dura de novembre 1999 à octobre 2001, pour un total de 24 numéros. Cela se déroule dans le même monde que la série animée et vise de plus jeunes lecteurs. Elle est écrite par Hillary J. Bader et dessinée par Rick Burchett. La série suivante qui dura 24 numéros, fut reprise par Hillary J. Bader au scénario mais Craig Rousseau remplace Burchett aux dessins.
Terry est également apparu dans Superman Adventures no 64. L'histoire montre Terry/Batman voyageant dans le présent et faisant équipe avec Superman contre une version futuriste de Brainiac.
Une adaptation en bande dessinée de Batman, la relève : Le Retour du Joker a été publié en 2001.

## DC Universe

### Cameos
Dans Superman/Batman no 22 (écrit par Jeph Loeb en 2005), un Batman portant le costume de Beyond apparaît, faisant sa première incursion dans la continuité habituelle de  DC Comics. L'intrigue présente Bizarro qui est transporté dans une autre version de Gotham City. Dans le numéro no 23, ce Batman est nommé "Tim". L'emballage pour le jouet du personnage créé par DC Direct et basé sur cet aspect, présente ce Batman Beyond sous le nom de Tim Drake.
Le 3 mars 2007, Dan DiDio a annoncé que Terry McGinnis pourrait apparaître dans le DCU dans le courant de l'année. Terry est apparu dans Countdown to Final Crisis no 21, il est issu de Terre-12.
Un Green Lantern, sous-entendant appartenir à Terre-12, l'univers similaire à celui de Batman Beyond, a été un des participants de la série Countdown: Arena  (2007) menant vers Final Crisis.
Le personnage a également fait une apparition dans Justice League of America no 43, qui a été publiée en mai 2010.

### Dans la continuité contemporaine
Dans Batman no 700 (juin 2010), Terry McGinnis apparaît sous l'apparence d'un enfant pris en otage par Double-Face. Il sera sauvé par Damian Wayne. 
Superman/Batman Annual no 4 (2010) est un numéro plus épais mettant en vedette le Batman de Terry McGinnis. L'auteur Paul Levitz a écrit l'histoire, ayant de l'expérience de par sa collaboration avec Paul Dini et Alan Burnett dans le passé. Il reprend l'histoire juste après la première rencontre de Superman avec le nouveau Batman (Saison 3, épisode 10).
En septembre 2011, The New 52 relance la continuité DC. Dans cette nouvelle ligne temporelle, Terry est réintroduit dans la maxi-série de 2014, The New 52: Futures End.

## Batman Beyond Vol. 3 (2010)
Batman Beyond est une série limitée de six numéros publiée en 2010 par DC Comics. La série est une tentative d'intégrer l'univers animée de la série télévisée Batman Beyond avec la continuité DC actuelle. Le comics est écrit par l'écrivain, nommé aux Emmy Awards, Adam Beechen et dessiné par Ryan Benjamin. Adam Beechen a déclaré que son arc ouvrira la porte de la continuité du DC Universe au "légendaire" DCAU, liant les deux continuités. L'histoire présente Terry McGinnis, le Batman du futur, maintenant plus expérimenté, et son mentor Bruce Wayne, ancien Batman. Ils doivent gérer leurs relations tendues en raison des exigences du rôle de Batman, alors qu'un nouveau tueur sorti du passé du Chevalier Noir apparaît.

### Création et développement
Adam Beechen a été approché par Dan DiDio en décembre 2008 concernant la possibilité de ce projet. Beechen a répondu en annonçant le titre du premier arc de l'histoire à l'éditeur de DC Comics, Ian Sattler dans un e-mail composé de deux mots. La série eu le feu vert lors de la Comic-Con de 2009. Elle a été annoncée lors de l'Emerald City Comic Con de mars 2010.
L'arc s'ouvre dans un seul numéro, centré sur Terry McGinnis et Superman, dans Superman/Batman Annual no 4. À la suite de ce numéro, la mini-série débute en juin 2010, sous le titre Hush Beyond. En août 2010, la suite de la série a été annoncée après l'achèvement du premier arc.

### Synopsis
L'histoire tourne autour de l'avenir du Batman de Terry McGinnis et de son enquête sur une série de meurtres impliquant des anciens ennemis du  Batman originel, Bruce Wayne. Inquiet au sujet de qui pourrait-être ce nouveau méchant, Bruce exerce un contrôle très serré sur Terry en raison de ses préoccupations...

### Réception
Le premier numéro de la série a été bien reçu et a rencontré des critiques favorables, aussi bien pour les dessins que pour le scénario,. Ian Robinson de Craveonline.com a noté que la série s'était bien intégrée et avait évolué de la série animée. Jesse Schedeen de IGN donne une critique positive, mais a fait observer que si la transition de l'écriture du petit écran à la bande dessinée est bien réalisée, les dessins étaient « aléatoires » et « incohérents ».

## Batman Beyond Vol. 4 (2011)
Batman Beyond a été publié dans une série de 8 numéros. Elle présente deux histoires majeures, la première présentant la Justice League Beyond et une personne qui allait devenir le Matter Master du futur. La deuxième présente le retour de Blight, la némésis de Terry. Deux numéros fournissent également un développement des personnages de Max Gibson et Inque, dont les origines ont été révélées. Plusieurs points du scénario n'ont pas été résolus et sont reportés sur la nouvelle série de 2012. En 2011 également, un one-shot intitulé Superman Beyond no 0 a été publié. Il se déroule durant la même continuité que « Beyond » et présente un caméo de Terry McGinnis.

## Batman Beyond Unlimited & Universe - Digital comics (2012-2015)
L'univers de Beyond revient dans des numéros numériques tri-hebdomadaire. Ils sont imprimés dans le mensuel Batman Beyond Unlimited, un comics de 48 pages. Ce titre mensuel inclus Batman Beyond, Justice League Beyond et Superman Beyond.
En juin 2013, Superman Beyond cesse de paraître avec son 20e numéro digital tout comme Justice League Beyond avec son 25e numéro numérique. Batman Beyond cesse finalement sa publication avec son 29e numéro numérique, en juillet 2013.
Après l'annulation de Batman Beyond Unlimited, le titre Beyond a été relancé. En août 2013 débute la publication de Batman Beyond 2.0 et Justice League Beyond 2.0. Chaque titre numérique reçoivent une nouvelle équipe créative. L'impression papier a été relancée sous le titre de Batman Beyond Universe. La nouvelle série prend place un an après Batman Beyond Unlimited. Terry est maintenant un étudiant de première année à l'Université de Gotham et a maintenant plus d'expérience en tant que Batman. L'une de ses camarades de classe est Melanie Walker. Terry ne travaille plus avec Bruce. C'est Dick Grayson qui est dorénavant assis face à l'ordinateur. La Ligue de Justice doit également faire face à Superman qui perd le contrôle de ses pouvoirs et à un vieil ennemi qui ressurgit de son passé. Après le dernier arc de "Justice Lords Beyond", la série se conclut en 2014.

### Synopsis
Bruce et Barbara ont récemment remarqué un afflux de Jokerz qui se regroupent à Gotham et venant de partout dans le monde. Pendant ce temps, Terry se rend chez Dana et rencontre son frère, Doug. Dana explique à Terry les raisons pour lesquelles elle a rompu avec lui et qu'elle pense qu'ils doivent toujours garder leur distance...

## Batman Beyond Vol. 5 - Mainstream DCU series (2015-2016)
DC Comics a annoncé qu'une nouvelle série Batman Beyond sortira en juin 2015. Elle se déroulera dans l'avenir des histoires actuelles. À la suite de la conclusion de The New 52: Futures End, Tim Drake sera le personnage principal au lieu de Terry McGinnis. En effet, il se retrouve dans cette époque futuriste et aide à élever le frère de McGinnis, Matt en son absence. Le premier numéro est écrit par Dan Jurgens avec les dessins de Bernard Chang. La série prend fin au 16e numéro à la suite des événements du DC Renaissance.

### Synopsis
À la suite de son déplacement dans le temps et de la mort de Terry dans Future's End, Tim se retrouve dans le futur comme nouveau Batman Beyond de Néo-Gotham. Il s'allie avec Matt, le frère de Terry McGinnis et à sa tutrice, Nora Boxer. Matt a du mal à accepter que Tim remplace son frère. Tim découvre que Néo-Gotham est l'un des rares endroits le plus sûr et le plus habitable sur Terre après la destruction de Brother Eye... 

## Batman Beyond Vol. 6 - Rebirth (2016-2020)
DC Comics annonce qu'une autre série Batman Beyond démarrera en octobre 2016. Elle se déroule après la série précédente, avec Terry McGinnis de retour en tant que personnage principal. Il doit faire face aux Jokerz après qu'ils ont pris le contrôle d'une partie de la ville. Ils prévoient de ressusciter l'ancien Joker. La série est écrite par Dan Jurgens et dessinée par Bernard Chang.
La série prend fin avec le no 50 en décembre 2020.

### Synopsis
Terry est de retour en tant que Batman et concentre ses efforts sur l'arrestation du gang des Jokerz avec le Commissaire Barbara Gordon. Lui et Matt vivent à nouveau ensemble avec Max, qui a récupéré de la torture de Brother Eye. Il n'a toujours pas dit à son ex-petite amie, Dana Tan qu'il est de retour. Dana travaille comme aide sociale et est enlevée par les Jokerz alors qu'elle travaillait dans les bidonvilles de Néo-Gotham. Après avoir été témoin de son enlèvement aux informations, Terry se lance à sa recherche...

## Éditions reliées

### Éditions américaines
Batman Beyond Vol. 1 & Vol. 2
- Batman Beyond (Réimpression de la mini-série vol.1 no 1-6)
- DC Comics Presents Batman Beyond no 1 (Réimpression de vol.2 no 13-14 et no 21-22)

Batman Beyond Vol. 3
- Batman Beyond: Hush Beyond (Batman Beyond vol. 3 no 1-6)

Batman Beyond Vol. 4
- Batman Beyond: Industrial Revolution (Batman Beyond vol. 4 no 1-8)

Batman Beyond Unlimited
- Batman Beyond: 10,000 Clowns (Batman Beyond Unlimited no 1-13 ou Batman Beyond digital chapters no 1-16)
- Batman Beyond: Batgirl Beyond (Batman Beyond Unlimited no 11-18 ou Batman Beyond digital chapters no 17-29, et Batman Beyond Vol. 2 no 1-2)

Batman Beyond Universe
- Batman Beyond: Rewired (Batman Beyond Universe n°1-8 ou Batman Beyond 2.0 digital chapters #1-8)
- Batman Beyond: Justice Lords Beyond (Batman Beyond Universe no 9-12 ou Batman Beyond 2.0 digital chapters no 9-16 et Justice League Beyond 2.0 digital chapters no 9-16)
- Batman Beyond: Mark of the Phantasm (Batman Beyond Universe no 13-16 ou Batman Beyond 2.0 digital chapters no 17-24)

Batman Beyond Vol. 5
- Batman Beyond: Brave New Worlds (Batman Beyond vol. 5 no 1-6)
- Batman Beyond: City of Yesterday (Batman Beyond vol. 5 no 7-11)
- Batman Beyond: Wired for Death (Batman Beyond vol. 5 no 12-16 et Batman Beyond: Rebirth no 1)

Batman Beyond Vol. 6 (Rebirth)
- Batman Beyond: Escaping the Grave (Batman Beyond: Rebirth n°1, Batman Beyond vol. 6 no 1-5)
- Batman Beyond: Rise of the Demon (Batman Beyond vol. 6 no 6-12)
- Batman Beyond: The Long Payback  (Batman Beyond vol. 6 no 13-19)
- Batman Beyond: Target: Batman (Batman Beyond vol. 6 no 20-24)
- Batman Beyond: The Final Joke (Batman Beyond vol. 6 no 25-30)
- Batman Beyond: Divide, Conquer, and Kill (Batman Beyond vol. 6 no 31-36)
- Batman Beyond: First Flight (Batman Beyond vol. 6 no 37-42)
- Batman Beyond: The Eradication Agenda (Batman Beyond vol. 6 no 43-50)

### Éditions françaises
En France, c'est Urban Comics qui propose l'édition française depuis 2015.
- T.1 : Le Retour de Silence (Hush Beyond et Industrial Revolution) : volume regroupant Batman Beyond Vol. 3 et 4, mai 2015  (ISBN 978-2-3657-7763-6)
- T.2 : 10 000 Clowns (10 000 Clowns) : contient Batman Beyond Unlimited no 1-18, septembre 2015  (ISBN 978-2-3657-7773-5)
- T.3 : Survoltage : contient Batman Beyond 2.0 no 1-40, août 2021  (ISBN 978-2-3657-7892-3)